# Robert Norrby
Robert Norrby född 7 juni 1875 i Sunds församling, Östergötlands län, död 18 maj 1969 i Sunds församling, Östergötlands län, var en svensk ortnamnsforskare, tonsättare, affärsman och fil.dr.

## Biografi
Robert Norrby var son till folkskollärarren och sparbankskamreraren Claës Johnsson. Efter mogenhetsexamen vid Linköpings högre allmänna läroverk 1894 studerade han vid Uppsala universitet och blev filosofie kandidat 1897, filosofie licentiat 1902 och filosofie doktor 1905. Under sin tid i Uppsala var aktiv i Östgöta nation. 1910–1947 var han VD i AB Tjäders byrå (juridisk affärsbyrå och egendomsförmedling) i Stockholm. Han innehade gårdar i flera olika delar av Sverige, bland annat Skälby 1912–1942 och Vallby i Rimbo socken från 1925. 1926–1929 var han ordförande i Svensk egendomsmäklareförening och 1944–1946 ordförande i Stockholms fastighetsmäklaresamfund. Därutöver innehade han förtroendeuppdrag i hembygdsorganisationer och ekonomiska sammanslutningar av olika slag. 
Norrby utgav flera skrifter i dialekt- och hembygdsforskning, främst Ydre härads gårdsnamn (1905) och Kindabygden och Ydre (1937).
Han har även gjort sig känd som kompositör av en del visor, främst till texter av Karlfeldt som Svarta Rudolf och Säng med positiv.

## Filmmusik
- 1956 - Där möllorna gå... [4]